# Ada Gertrude Paterson

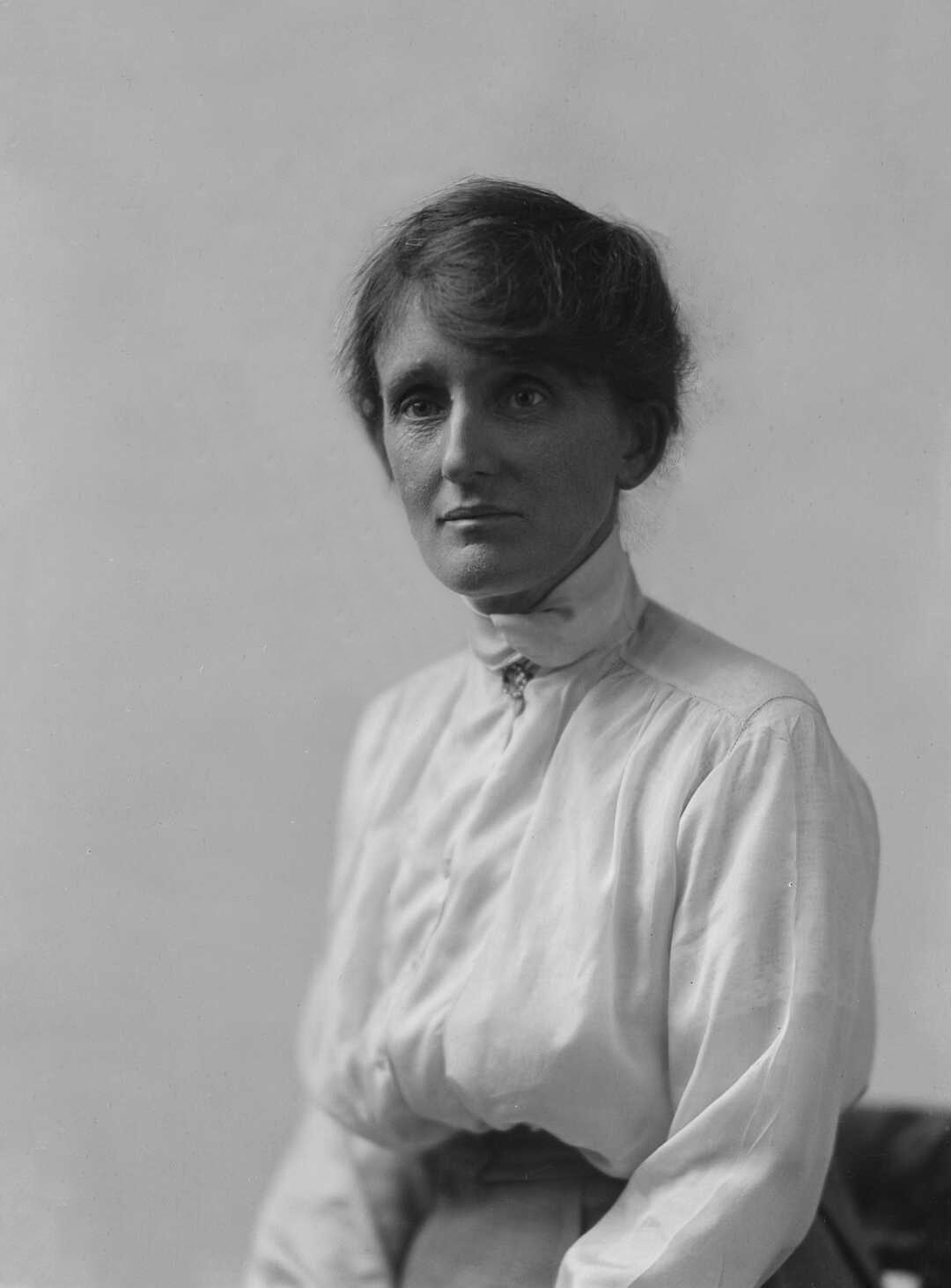
Ada Gertrude Paterson
(1918)

Ada Gertrude Paterson (MB ChB) (* 6. Juni 1880 im Stadtteil Caversham von Dunedin, Neuseeland; † 26. August 1937 in Wellington, Neuseeland) war eine neuseeländische Schulärztin und Direktorin der School Hygiene Devision des Department of Health.

## Frühes Leben
Ada Gertrude Paterson wurde am 6. Juni 1880 als jüngste Tochter der Eheleute Margaret Smith Ayton und James Paterson in Dunedin geboren. Ihr Vater war über viele Jahre Bibliothekar am Dunedin Athenaeum and Mechanics’ Institute. Über Patersons Kindheit und Grundschulausbildung ist nichts bekannt. Sie besuchte im jugendlichen Alter die Otago Girls’ High School in der Stadt und studierte nach ihrem Schulabschluss im Jahr 1898 Medizin an der University of Otago, mit einem Abschluss (MB ChB) im Jahr 1906.

## Arbeit als Ärztin
Nach einem Aufbaustudium an der University of Dublin eröffnete sie um 1908 eine Praxis für Allgemeinmedizin in der Hafenstadt Picton, im Norden der Südinsel von Neuseeland. In den vier Jahren, die sie in Picton als Ärztin  tätig war, erwarb sie sich derart viel Respekt und Anerkennung, dass ihre Abschiedsfeier zum größten Event in jenen Tagen in der Stadt wurde. Von den einfachen Leuten über kirchliche Vertreter und Mitarbeiter des Krankenhauses bis hin zu der lokale Gemeinschaft der Māori waren alle zum Abschied vertreten.

## Arbeit als Schulärztin
Im August 1912 trat Paterson dann in den schulärztlichen Dienst des Bildungsministeriums als Medical Inspector ein und wurde als eine der ersten vier Schulärztinnen im Dienst verpflichtet. Nach Dunedin entsandt untersuchte sie jährlich tausende von Schulkindern. 1916 wurde Paterson dann nach Wellington versetzt und zeigte weiterhin großes Interesse an der Gesundheit von Mädchen. Ihrer Meinung nach wuchsen die Mädchen zu der Zeit unter schlechteren Bedingungen auf als die Jungen und sie setzte sich entschieden für eine präventive Gesundheitsfürsorge ein.
Kurz nachdem in Neuseeland die Verantwortung für den schulärztliche Dienst vom Bildungsministerium auf das Gesundheitsministerium übertragen wurde, quittierte Paterson Ende 1921 für ein Jahr Urlaub ihren Dienst, um sich bei einer großen Reise über die Gesundheits- und Wohlfahrtsarbeit für Kinder im Nachbarland Australien, in Großbritannien und in Nordamerika zu informieren. Beeindruckt von den Gesundheitserziehungsprogrammen in Übersee, setzte Paterson sich nach ihrer Rückkehr für spezielle Klassen ein, in denen Kinder mit mentalen Problem ihren Bedürfnissen entsprechend betreut werden konnten. Auch verhaltensauffällige Kinder fanden ihre Aufmerksamkeit. 1924 wurde sie Mitglied eines Untersuchungsausschusses mit Bezug zu geistig behinderten Personen. Auch an einem Untersuchungsausschuss mit Bezug auf Sexualstraftäter nahm sie als Mitglied teil.

## Staatliche Kindergesundheitsbeauftragte
1923 wurde Paterson Direktorin der School Hygiene Devision des Department of Health, wobei zu jener Zeit die Schulmedizin keinen besonders hohen Stellenwert in der Administration und der Regierung hatte. So bemühte sie sich nach Kräften, die Öffentlichkeit für das Thema zu sensibilisieren, indem sie vor Schulbehörden, Serviceclubs und Frauenorganisationen sprach und entsprechende Artikel schrieb. Sie vermittelte taktvoll in Konflikten zwischen Eltern und schulärztlichem Personal, wenn es notwendig wurde. Ihr Talent zu schlichten wurde sogar genutzt, um mindestens einen Arbeitskonflikt 1934 bei den Westfield Freezing Works zu lösen, an dem Frauen auch beteiligt waren. Als ranghöchste Frau im öffentlichen Dienst in jenen Tagen wurde sie häufig auch zu potenziellen weiblichen Kandidaten befragt, die für Regierungsposten infrage kamen.
Zu der Zeit der Weltwirtschaftskrise verringerten sich ihre finanziellen Spielräume für Projekte. Doch das Projekt der Kindergesundheitslager, die 1919 von Elizabeth Gunn ins Leben gerufen wurden, wusste sie weiterhin zu fördern. Im Gegensatz zu Gunn verfügte Paterson über die persönlichen Qualitäten, um mit Fingerspitzengefühl die willensstarken und oft eigenwilligen Persönlichkeiten zu leiten, die von den Gesundheitsausschüssen angezogen wurden. Auch gründete Paterson die Wellington Children’s Health Camp Association und galt 1932 als treibende Kraft für die Errichtung des Raukawa Children’s Health Camp in Ōtaki. Paterson war ebenso offizielle Besucherin der Frauenerziehungsanstalt vor Ort sowie häufige Besucherin der Jugendgerichte.
Durch ihre Mitgliedschaft in zahlreichen Frauenorganisationen baute Paterson ein Netzwerk von Freunden und Unterstützern auf und war ein frühes Ausschussmitglied der New Zealand Federation of University Women. 1935 reiste sie zur Konferenz der Internationalen Arbeitsorganisation in Genf und hielt dort als Vertreterin Neuseelands einen Vortrag über den wissenschaftlichen Wert von landwirtschaftlichen Lebensmitteln in der Ernährung. Bei dieser Gelegenheit besuchte sie auch weitere Kindergesundheits- und -fürsorgeeinrichtungen in Großbritannien und Europa. Auch der Therapieansatz von Auguste Rollier im Luftkurort Leysin in der Schweiz stand auf ihrem Programm.
1936 erkrankte Paterson an Krebs und unterzog sich einer Mastektomie, allerdings ohne Erfolg. Ada Gertrude Paterson verstarb am 26. August 1937 in Wellington an den Folgen der Erkrankung. Obwohl ihre Beerdigung im Privaten stattfinden sollte, waren zahlreiche Personen aus dem Gesundheitsbereich und der Politik zum letzten Geleit erschienen, unter ihnen auch Peter Fraser, seinerzeit noch Gesundheitsminister.